# Harvey Keitel
Harvey Keitel (* 13. května 1939, Brooklyn, New York, USA) je americký herec židovského původu.

## Životopis
Narodil se v Brooklynu židovským emigrantům z východní Evropy Miriam a Harrymu Keitelovým. Má sestru Renee a bratra Jerryho. Sloužil v námořní pěchotě a dostal se tak do Libanonu. S herectvím začal v newyorských divadlech, pak potkal filmaře Martina Scorsese a účinkoval v jeho studentském filmu Kdo to klepe na moje dveře. Od té doby hrál Keitel v několika dalších Scorseseho filmech jako Špinavé ulice a Taxikář.
Během své kariéry ztvárnil většinou vedlejší role. Mezi nejznámější patří White ve filmu Quentina Tarantina Gauneři, Winston Wolf v Pulp fiction téhož režiséra, policista ve filmu Thelma a Louise. Nominaci na Oscara za nejlepší mužský herecký výkon ve vedlejší roli získal za film Bugsy. Ve filmu Země policajtů si zahrál se Sylvesterem Stallonem, Rayem Liottou a Robertem De Niro. Mezi jeho další známé filmy patří Ponorka U-571 nebo Lovci pokladů.

## Filmografie
| Rok       | Film/seriál                                      | Role                            | Poznámky |
| --------- | ------------------------------------------------ | ------------------------------- | --- |
| 1966      | Hogan's Heroes                                   | německý voják                   | 1 epizoda, nebyl uveden v titulcích                                                                                                 |
| 1966      | Dark Shadows                                     | zákazník                        | 2 epizody, nebyl uveden v titulcích                                                                                                 |
| 1967      | Páv se zlatým okem                               | voják                           | nebyl uveden v titulcích |
| 1967      | Kdo to klepe na moje dveře                       | J. R.                           | |
| 1968      | N.Y.P.D.                                         | Ramby                           | 1 epizoda |
| 1971      | A Memory of Two Mondays                          | Jerry                           | |
| 1973      | Pueblo                                           | námořník                        | nebyl uveden v titulcích |
| 1973      | Špinavé ulice                                    | Charlie                         | |
| 1973      | Kojak                                            | Jerry Talaba                    | 1 epizoda |
| 1974      | The F.B.I.                                       | Ernie                           | 1 epizoda |
| 1974      | Virginia Hill                                    | Bugsy Siegel                    | |
| 1974      | Alice už tu nebydlí                              | Ben                             | |
| 1975      | That's the Way of the World                      | Buckmaster                      | |
| 1976      | Taxikář                                          | Sport                           | |
| 1976      | Tři ze sanitky                                   | Speed                           | |
| 1976      | Buffalo Bill a Indiáni                           | Ed Goodman                      | |
| 1976      | Vítejte v L.A.                                   | Ken Hood                        | |
| 1977      | Soupeři                                          | Feraud                          | |
| 1978      | Modré límečky                                    | Jerry                           | |
| 1978      | Prsty                                            | Jimmy Fingers                   | |
| 1979      | Orlí pero                                        | Henry                           | |
| 1980      | Smrt v přímém přenosu                            | Roddy                           | |
| 1980      | Saturn 3                                         | Benson                          | |
| 1980      | Bad Timing                                       | inspektor Netusil               | |
| 1982      | Hranice                                          | Cat                             | |
| 1982      | Noc ve Varennes                                  | Thomas Paine                    | |
| 1983      | Příkaz k smrti                                   | Fred O'Connor                   | |
| 1983      | Bez šance                                        | Rivas                           | |
| 1983      | Une pierre dans la bouche                        |                                 | |
| 1984      | La bella Otero                                   | Jurgens                         | |
| 1984      | Zamilován                                        | Ed Lasky                        | |
| 1984      | Nemo                                             | Mr. Legend                      | |
| 1985      | Baciami strega                                   |                                 | |
| 1985      | Un complicato intrigo di donne, vicoli e delitti | Frankie                         | |
| 1985      | El caballero del dragón                          | Klever                          | |
| 1985      | Neuvěřitelné příběhy                             | Byron Sullivan                  | |
| 1986      | Blindside                                        | Penfield Gruber                 | |
| 1986      | Mimo službu                                      | Mickey                          | |
| 1986      | Mafiáni                                          | Bobby DiLea                     | |
| 1986      | Mužský klub                                      | Solly Berliner                  | |
| 1986      | Vyšetřování                                      | Ponzio Pilato                   | |
| 1986      | The Ellen Burstyn Show                           | Frank Tanner                    | |
| 1987      | Sukničkář                                        | Alonzo Scolara                  | |
| 1988      | Caro Gorbaciov                                   | Nikolaj Bucharin                | |
| 1988      | Grandi cacciatori                                | Thomas                          | |
| 1988      | The Play on One                                  |                                 | 1 epizoda |
| 1988      | Poslední pokušení Krista                         | Jidáš                           | nominace na Zlatou malinu v kategorii Nejhorší herec ve vedlejší roli                                                               |
| 1988      | La sposa americana                               | Sacha                           | |
| 1989      | Lednový muž                                      | policejní komisař Frank Starkey | |
| 1990      | Dvě ďábelské oči                                 | Roderick Usher                  | |
| 1990      | Dva Jakeové                                      | Julius 'Jake' Berman            | |
| 1990      | La batalla de los Tres Reyes                     | Sandobal                        | |
| 1991      | Vražedné myšlenky                                | detektiv John Woods             | |
| 1991      | Thelma a Louise                                  | Hal                             | |
| 1991      | Bugsy                                            | Mickey Cohen                    | nominace na Oscara v kategorii Nejlepší herec ve vedlejší roli nominace na Zlatý glóbus v kategorii Nejlepší herec ve vedlejší roli |
| 1992      | Gauneři                                          | Pan Bílý - Larry Dimmick        | také koproducent |
| 1992      | Sestra v akci                                    | Vince LaRocca                   | |
| 1992      | Poručík                                          | poručík                         | |
| 1993      | Zabiják                                          | Victor                          | |
| 1993      | Piano                                            | George Baines                   | |
| 1993      | Vycházející slunce                               | Tom Graham                      | |
| 1993      | Mladí Američané                                  | John Harris                     | |
| 1993      | Hazardní hra                                     | Eddie Israel                    | |
| 1994      | Trable s opicí                                   | Azro                            | |
| 1994      | Pulp Fiction                                     | Winston Wolf                    | |
| 1994      | Somebody to Love                                 | Harry Harrelson                 | |
| 1994      | Fiktivní zločiny                                 | Ray Weiler                      | |
| 1995      | Vztek                                            | Auggie Wren                     | také výkonný producent |
| 1995      | Odysseův pohled                                  | A                               | |
| 1995      | Smoke                                            | Auggie Wren                     | |
| 1995      | Hra se smrtí                                     | detektiv Rocco Klein            | |
| 1995      | Chyťte ho!                                       | sebe                            | nebyl uveden v titulcích |
| 1996      | Od soumraku do úsvitu                            | Jacob Fuller                    | |
| 1996      | Hlava nad vodou                                  | George                          | |
| 1997      | Pilní zloději                                    | Roy Egan                        | |
| 1997      | Země policajtů                                   | Ray Donlan                      | |
| 1997      | Pravdivá pohádka                                 | Harry Houdini                   | |
| 1998      | Otrok                                            | Vernon                          | |
| 1998      | Lulu na mostě                                    | Izzy Maurer                     | |
| 1998      | Graceland                                        | Elvis                           | |
| 1998      | Il mio West                                      | Johny Lowen                     | |
| 1999      | Presence of Mind                                 | master                          | |
| 1999      | Tři sezóny                                       | James Hager                     | také výkonný producent |
| 1999      | Jako dým                                         | PJ Waters                       | |
| 2000      | Neodvolatelná mise                               | brigádní generál Warren Black   | |
| 2000      | Ponorka U-571                                    | Henry Klough                    | |
| 2000      | Prince of Central Park                           | strážce                         | |
| 2000      | Malý Nicky – Satan Junior                        | táta                            | |
| 2000      | Vipera                                           | Leone                           | |
| 2001      | Anděl na skřipci                                 | Tony Romano                     | |
| 2001      | Šedá zóna                                        | Eric Muhsfeldt                  | |
| 2001      | Na miskách vah                                   | major Steve Arnold              | |
| 2002      | Ginostra - mafie nespí, mlčí                     | Matt Benson                     | |
| 2002      | Červený drak                                     | Jack Crawford                   | |
| 2002      | Beeper                                           | Zolo                            | |
| 2002      | Saturday Night Live                              | Siegfried                       | |
| 2002      | Nowhere                                          |                                 | |
| 2003      | Střílejte na Francouze!                          | Frankie Zammeti                 | |
| 2003      | El misterio Galíndez                             | Edward Robards                  | |
| 2003      | Who Killed the Idea?                             | soukromý detektiv               | |
| 2003      | Dreaming of Julia                                | Che                             | také producent |
| 2003      | Chasing the Elephant                             | záhadný muž                     | |
| 2004      | Únik z Puerto Vallarta                           | Walter McGrane                  | |
| 2004      | Lovci pokladů                                    | Sadusky                         | |
| 2004      | Most osudu                                       | strýc Pio                       | |
| 2005      | Buď v klidu                                      | Nick Carr                       | |
| 2005      | Ve stínu slunce                                  | Weldon Parish                   | |
| 2006      | Poslední tanec                                   | Terrtano                        | |
| 2006      | Zločin                                           | Roger Culkin                    | |
| 2006      | Po stopách 11. září                              | John O'Neill                    | |
| 2006      | Obchodník se smrtí                               | obchodník                       | |
| 2006      | Arthur a Minimojové                              | Miro                            | dabing |
| 2007      | My Sexiest Year                                  | Zowie                           | |
| 2007      | Lovci pokladů: Kniha tajemství                   | Sadusky                         | |
| 2008-2009 | Polda z Marsu                                    | Gene Hunt                       | 17 epizod |
| 2009      | Poslové spravedlnosti                            | Joseph Bruno                    | |
| 2009      | Hanebný pancharti                                | velitel                         | dabing, nebyl uveden v titulcích |
| 2009      | Neodvratná pomsta                                | Nino                            | |
| 2010      | A Beginner's Guide to Endings                    | Duke White                      | |
| 2010      | Fotři jsou lotři                                 | Randy Weir                      | |
| 2010      | The Last Godfather                               | Don Carini                      | |
| 2012      | Až vyjde měsíc                                   | velitel Pierce                  | |
| 2012      | Death in Paradise                                | Tommy Thomas                    | |
| 2012      | Fatal Honeymoon                                  | Tommy Thomas                    | |
| 2013      | A Farewell to Fools                              | otec Johanis                    | |
| 2013      | Futurologický kongres                            | Al                              | |
| 2015      | Mládí                                            | Mick Boyle                      | |
| 2015      | Šest směšných                                    | Smiley Harris                   | |
| 2015      | Outlaws                                          | The Director                    | krátkometrážní film |
| 2016      | Chosen                                           | Papi                            | |
| 2016      | The Comedian                                     | Mac                             | |
| 2017      | Madam služebná                                   | Bob Fredericks                  | |
| 2017      | Lies We Tell                                     | Demi                            | |
| 2018      | First We Take Brooklyn                           | Atnatoly                        | |
| 2018      | Psí ostrov                                       | Gondo (hlas)                    | |
| 2018      | The Last Man                                     | Noe                             | |
| 2019      | Esau                                             | Abraham                         | |
| 2019      | See You Soon                                     | Billy                           | |
| 2019      | Nabarvené ptáče                                  | kněz                            | |
| 2019      | Irčan                                            | Angelo Bruno                    | |